# Victorklasse

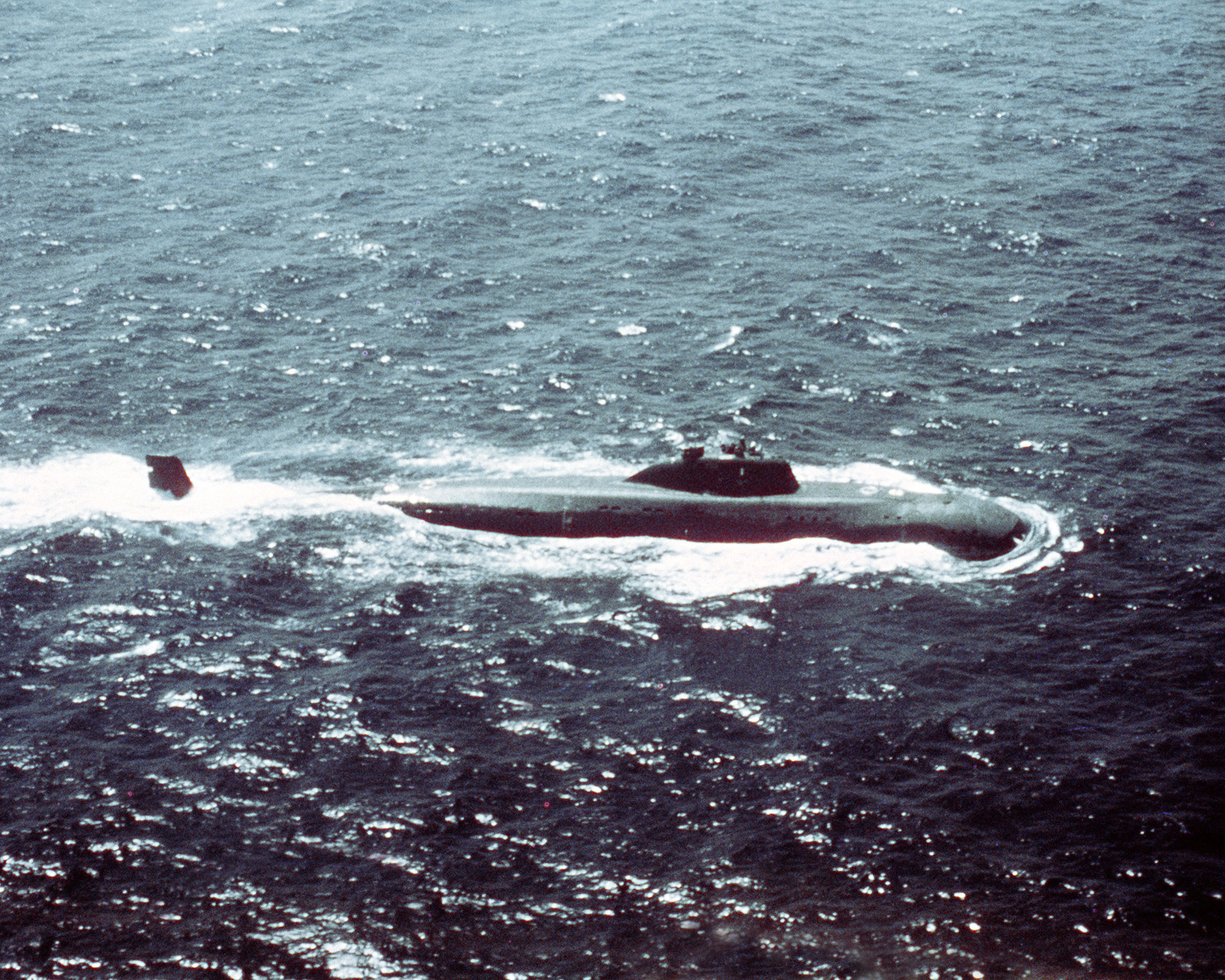
Een Victor-I-klasse-onderzeeboot onderweg

De Victorklasse (tevens bekend als Project 671) (Russisch: Подводные лодки проекта 671 «Ёрш») is de NAVO-codenaam voor een klasse van Russische nucleair aangedreven aanvalsonderzeeërs. De Victor was de opvolger van de Novemberklasse. Deze klasse werd ontworpen gedurende de Koude Oorlog. Het was hun taak om de Sovjet-vlooteenheden tegen aanvallen te beschermen en indien noodzakelijk Amerikaanse kernonderzeeërs gewapend met ballistische raketten tot zinken te brengen.
De Victorklasse bestond uit drie verschillende typen, waarvan er in totaal 48 werden geconstrueerd. De eerste werd gebouwd in 1967. In 2022 zijn er nog twee in actieve dienst. Deze onderzeeër kan tot tachtig dagen onder de zee blijven.

## Versies

### Victor-1
De Victor-1 (codenaam: "Pos") verscheen in actieve dienst in 1967. De bewapening bestond uit een combinatie van torpedo's, kruisraketten en zeemijnen.

### Victor-2
De Victor-2 (codenaam: "Atlantische zalm") was bedoeld als verbeterde versie van type 1 en verscheen in 1972. De Sovjets kwamen erachter dat deze zgn. "upgrade" de Amerikanen in staat stelde om de Victors makkelijker op te sporen. Zij stopten daarom meteen met de constructie van dit type en ontwierpen type 3. Deze klasse beschikte, net als type 3, over torpedobuizen van verschillend kaliber 533 en 650 mm om diverse wapens te kunnen lanceren.

### Victor-3

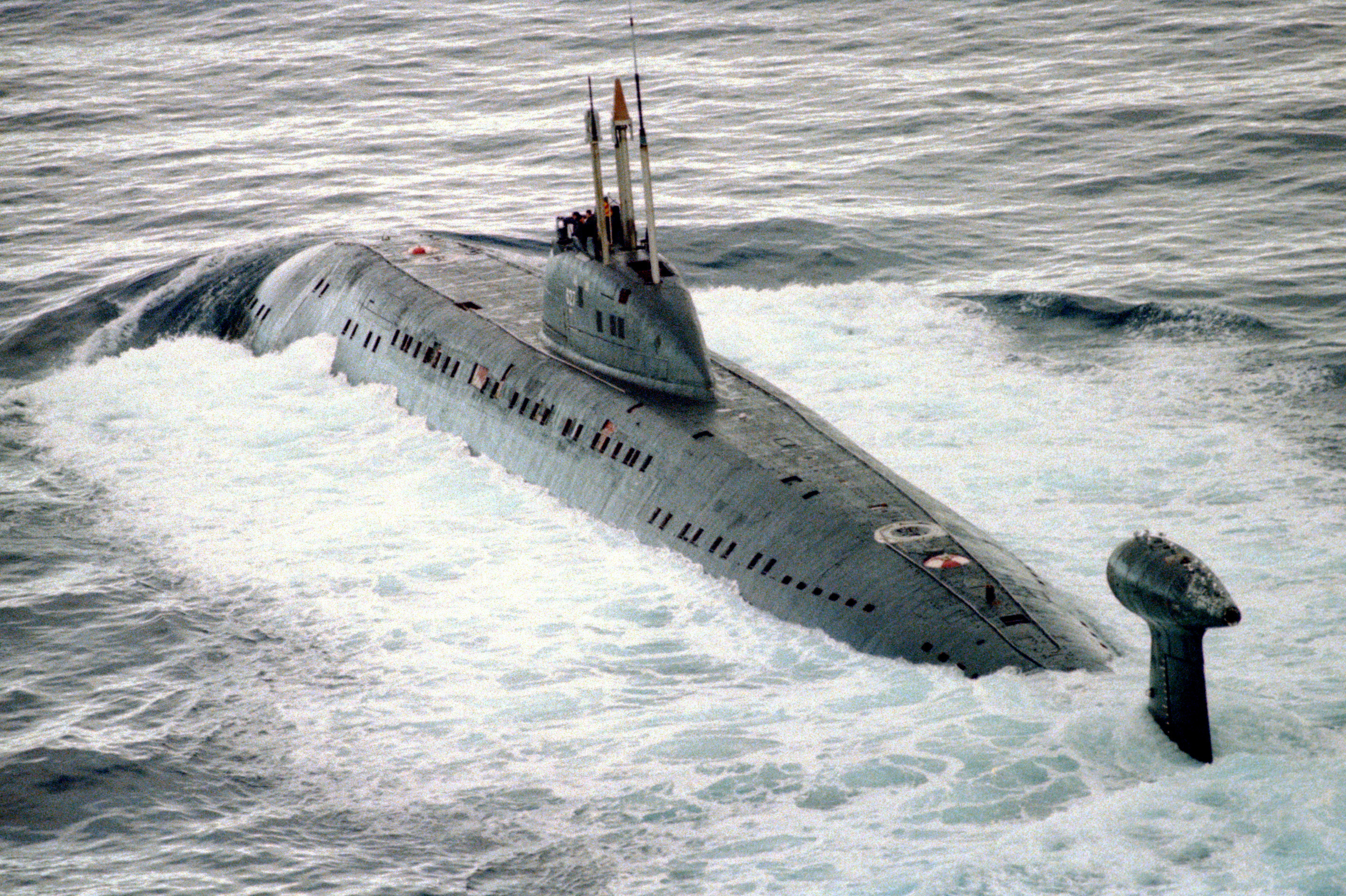
Een Victor-3 met ingetrokken sleepsonar

De Victor-3 (codenaam: "Snoek") kwam in dienst tussen 1979 en 1991. Dit type maakte aanmerkelijk minder lawaai dan andere Sovjet-onderzeeërs uit dit tijdvak. Tijdens deze periode verbeterden de Sovjets dit ontwerp constant en vooral de later gebouwde exemplaren maken daarom weinig geluid. Deze versie van de Victor veroorzaakte in eerste instantie grote onrust bij de NAVO-inlichtingendienst. Zij had namelijk een uitbouwsel aan de achterkant waarvan men vermoedde, dat het een zeer stille vorm van voortstuwing betrof. Naderhand bleek het slechts te gaan om een sleepsonar. Van deze versie zijn er in 2022 bij de Noordelijke Vloot nog twee in actieve dienst: de B-138 Obninsk en de B-448 Tambov
| Klasse                                   | Victor I            | Victor II                           | Victor III                   |
| ---------------------------------------- | ------------------- | ----------------------------------- | ---------------------------- |
|                                          |                     |                                     |                              |
| Project                                  | 671 „Jorsj“ ("Pos") | 671PT „Sjomga“ ("Atlantische zalm") | 671РТМ „Sjtsjoeka“ ("Snoek") |
| In dienst genomen (eerste exemplaar)     | 1967                | 1972                                | 1977                         |
| Uit actieve dienst (laatste exemplaar)   | 1996                | 1997                                | n.v.t.                       |
| Aantal gebouwd                           | 15                  | 7                                   | 26                           |
| Lengte (m)                               | 92,50               | 101,80                              | 106,10                       |
| Breedte (m)                              | 10,60               | 10,80                               | 10,80                        |
| Diepgang (m)                             | 7,10                | 7,30                                | 7,80                         |
| Deplacement (aan oppervlak, in ton)      | 4250                | 4673                                | 6990                         |
| Deplacement (ondergedoken, in ton)       | 6085                | 7190                                | 7250                         |
| Max. snelheid (aan oppervlak, in kn)     | 11,5                | 11,7                                | 11,5                         |
| Max. snelheid (ondergedoken, in kn)      | 33,5                | 31,7                                | 31                           |
| Max. duikdiepte (m)                      | 350-400             | 320-400                             | 400-600                      |
| Reactor-type                             | 2 × OK-300          | 2 × OK-300                          | 2 × OK-300                   |
| Reactorvermogen (thermisch, in megawatt) | 2 × 72              | 2 × 72                              | 2 × 72                       |
| Turbine-vermogen (MW)                    | 30                  | 30                                  | 30                           |
| Torpedobuizen (Aantal × kaliber (in mm)) | 6 × 533             | 4 × 533 2 × 650                     | 4 × 533 2 × 650              |
| Max. aantal torpedo's                    | 18                  | 24                                  | 24                           |
| Bemanning                                | 76                  | 88                                  | 96-102                       |